# 日喀则地区
日喀则地区（藏語：གཞིས་ཀ་རྩེ་ས་ཁུལ།，威利转写：gzhis ka rtse sa khul，藏语拼音：Xigazê Sakü），西藏自治区已撤销的地区。
1970年，撤销日喀则专区，设置日喀则地区，下辖日喀则县、南木林县、江孜县、定日县、萨迦县、拉孜县、昂仁县、谢通门县、白朗县、仁布县、康马县、定结县、仲巴县、亚东县、吉隆县、聂拉木县、萨嘎县、岗巴县，共18个县。
1983年10月8日，设立隆格尔县，辖仲巴县的隆格尔区和该县新划的仁多区、吉央区；将亚东、康马、岗巴、江孜、仁布、白朗6县划归新设立的江孜地区。1986年9月12日，撤销江孜地区，以上6县重新划归日喀则地区。1986年12月12日，撤销日喀则县，设立日喀则市。1999年9月21日，撤销隆格尔县（实际未成立）。
2014年6月26日，中国国务院批复撤销日喀则地区，设立地级日喀则市。